# Левшинка (38622417171)
Левшинка (рос. Левшинка) — присілок в Льговському районі Курської області Російської Федерації.
Населення становить 104 особи. Входить до складу муніципального утворення Вишньодеревенська сільрада.

## Історія
Населений пункт розташований на території українського етнічного та культурного краю Східна Слобожанщина.
Від 2004 року входить до складу муніципального утворення Вишньодеревенська сільрада.

## Населення
| 2002 | 2010 |
| ---- | ---- |
| 157  | ↘104 |